# Mpre
Mpre är ett utdött språk som det till viss del finns spår av i byn Butie i centrala Ghana, mellan städerna Techiman och Tamale, nära floden Volta.  Språket har varit svårt att klassificera till följd av dess divergerande vokabulär. Det är endast känt genom en 70 ord lång ordlista i en artikel från 1931 av den brittiska kommissionären Allan Wolsey Cardinall. Roger Blench, en brittisk lingvist och antropolog som besökte området 2007, menar att det finns goda skäl att anta att Mpre är ett isolerat språk men att det kan vara ett Niger-Kongospråk.